# Wierzbica (województwo łódzkie)
Wierzbica – wieś w Polsce położona w województwie łódzkim, w powiecie radomszczańskim, w gminie Ładzice.
W latach 1975–1998 miejscowość administracyjnie należała do województwa piotrkowskiego.